# Die Geschichte des ersten Bettelmönchs

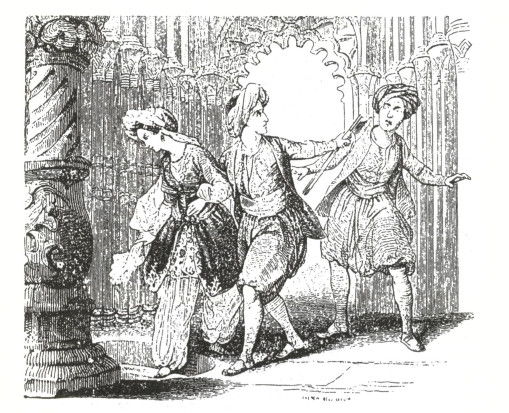
Holzschnitt von Friedrich Gross (vermutlich)

Die Geschichte des ersten Bettelmönchs ist ein Märchen aus Tausendundeine Nacht. Es steht in Claudia Otts Übersetzung als Die Geschichte des ersten Bettelmönchs (Nacht 37–39), bei Gustav Weil als Geschichte des ersten Kalenders.

## Inhalt
Ein Prinz besucht seinen Cousin und Freund, ebenfalls Königssohn, der ihn beim Trinken schwören lässt, eine verschleierte Frau zu einem bestimmten Hausgrab am Friedhof zu führen und da auf ihn zu warten, ohne zu fragen. Dort gräbt der Cousin eine Treppe aus, verschwindet mit ihr und lässt ihn oben wieder alles herrichten. Er tut es und geht schlafen. Vergeblich will er tagelang das Grab wiederfinden. Er reist heim. Dort hat der Wesir, dem er als Knabe versehentlich ein Auge ausschoss, seinen Vater getötet. Nun sticht der Wesir ihm ins Auge, der Scharfrichter soll ihn in der Wüste töten, doch schont ihn. Mit seinem Onkel findet er das Grab mit der unterirdischen Halle, wo der Cousin mit der Frau im Bett liegt, beide zu Kohle verbrannt. Der Onkel erklärt, dass die Geschwister sich liebten, wofür Gott sie nun strafte. Der feindliche Wesir erobert die Stadt, der Onkel stirbt. Der Prinz flieht verkleidet als Bettelmönch.

## Einordnung

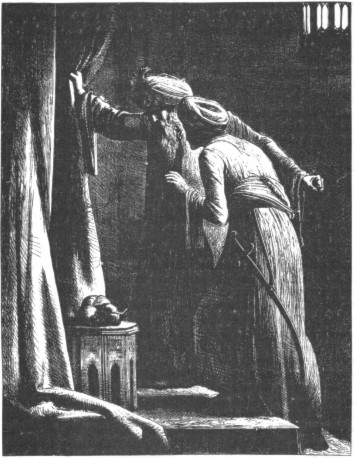
Illustration

Erzähler ist der erste Bettelmönch aus Der Träger und die drei Damen. Es folgt Die Geschichte des zweiten Bettelmönchs.
Die Pointe ist, wie der Onkel plötzlich auf seine toten Kinder eindrischt („Das ist deine Strafe in diesem Leben“ … „die Strafe im Jenseits wartet noch auf dich!“). Inzestsünder werden in manchen Erzählungen von der Erde verschlungen, Einäugigkeit verkörpert Bosheit, hier als Strafe, so auch in den beiden folgenden Märchen sowie Der vierte Bruder, der einäugige Fleischer.